# Eivind Vold
Eivind Vold (15 de junio de 1993) es un deportista noruego que compite en piragüismo en las modalidades de aguas tranquilas y maratón.
Ganó dos medallas de bronce en el Campeonato Europeo de Piragüismo, en los años 2017 y 2018.
En la modalidad de maratón obtuvo cuatro medallas de bronce en el Campeonato Mundial de Piragüismo en Maratón, en los años 2022 y 2023, y dos medallas en el Campeonato Europeo de Piragüismo en Maratón de 2023.

## Palmarés internacional
| Campeonato Europeo | Campeonato Europeo | Campeonato Europeo | Campeonato Europeo |
| Año                | Lugar              | Medalla            | Competición        |
| ------------------ | ------------------ | ------------------ | ------------------ |
| 2017               | Plovdiv (Bulgaria) | Medalla de bronce  | K1 5000 m          |
| 2018               | Belgrado (Serbia)  | Medalla de bronce  | K1 5000 m          |

| Campeonato Mundial | Campeonato Mundial       | Campeonato Mundial | Campeonato Mundial |
| Año                | Lugar                    | Medalla            | Competición        |
| ------------------ | ------------------------ | ------------------ | ------------------ |
| 2022               | Ponte de Lima (Portugal) | Medalla de bronce  | K2                 |
| 2023               | Vejen (Dinamarca)        | Medalla de bronce  | K1                 |
| 2023               | Vejen (Dinamarca)        | Medalla de bronce  | K1 (DC)            |
| 2023               | Vejen (Dinamarca)        | Medalla de bronce  | K2                 |
| Campeonato Europeo |                          |                    |                    |
| Año                | Lugar                    | Medalla            | Competición        |
| 2023               | Slavonski Brod (Croacia) | Medalla de oro     | K1 (DC)            |
| 2023               | Slavonski Brod (Croacia) | Medalla de bronce  | K1                 |